# Auguste de Maere
Pour les articles homonymes, voir De Maere.
Camille Charles Auguste de Maere (né à Saint-Nicolas (Flandre), le 30 janvier 1826 – mort à Aertrycke, le 7 octobre 1900), généralement appelé Auguste de Maere ou baron de Maere ou encore de Maere-Limnander et à partir de 1897 de Maere d'Aertrycke, est un ingénieur des voies hydrauliques, un homme politique et un promoteur de port. Il est appelé le Père du Port de Zeebruges.

## Famille et années de jeunesse
Auguste De Maere est le fils de Charles de Maere (Saint-Nicolas 1802- Gand 1885), poète, compositeur et par ailleurs industriel du coton. Il était un ami personnel du prince royal des Pays-Bas. En 1830 de Maere, orangiste décide de partir dans le  Nord-des Pays-Bas et en 1832 il crée une usine à Twente, puis à Enschede. En 1839 il obtient la nationalité hollandaise et en 1842 est admis dans la noblesse. Sa devise est : Honneur et Travail. En 1847 il offre son recueil de poème Fleur de Bruyères au roi Guillaume II.
En 1856 il revient en Belgique. En 1871 il obtient l’incorporation dans la  Noblesse belge, avec un titre de baron héréditaire. Il était marié à Cecile Van Remoortere (1802-1883), fille de l’avocat, industriel du textile, sénateur et baron Pierre-Jean Van Remoortere. Son titre est passé à son fils aîné, Emile de Maere (1825-1898). Sous la signature de Charles de Maere on trouve de nombreuses œuvres pour Chœur et Lieder, toutes imprimées à Gand, qui ont longtemps fait partie du répertoire des chœurs amateurs.
August de Maere a épousé en 1850 Coralie Limnander de Zulte (1810-1893). Ce couple n’eût pas d’enfants. Il se remaria en 1894 avec sa nièce Léonie Heynderickx (1836-1908), veuve de Ferdinand Janssens de Bisthoven (1827-1885). Il obtint en 1867 sa reconnaissance dans la noblesse belge et en 1896 un titre héréditaire de baron. Sa devise est Stella Maris succurre cadenti. Par Arrêté Royal du 30 janvier 1897 il a été autorisé, comme son cousin Maximilien de Maere (1870-1931) et ses descendants, d’ajouter à son nom la particule d'Aertrycke. Son neveu Maximilien hérita du titre de baron.
Auguste de Maere a passé sa scolarité primaire et moyenne à Deventer. Il a ensuite étudié à Amsterdam et a accompli ses études d’ingénieur à l'École Centrale des Arts et Manufactures à Paris (Promotion 1845). En 1845 il devint ingénieur en hydraulique. Il est cofondateur de l’Institut Royal des Ingénieurs (Koninklijk Instituut van Ingenieurs) de La Haye et en fut membre durant un demi-siècle.

## Activités sociales et politiques
Après son mariage, de Maere s’est établi à Gand. Comme il était fortuné, il n’avait plus l’ambition de poursuivre une carrière d’industriel ou d’ingénieur. Dans les premières années il a été surtout actif dans le domaine culturel et en particulier dans le domaine musical, à l’instar de son père. En 1855 il devient directeur de la Société Chorale Royale, joue du violoncelle et compose surtout pour des chœurs, mais aussi pour piano et pour orchestre. Par ailleurs il encourage les jeunes compositeurs et traduit des œuvres de compositeurs allemands et espagnols.
On le voit apparaître sur la scène politique à partir de 1857, lorsqu’il entre dans le Comité de l’Association Libéral qui comptait alors quinze membres. La même année il est élu conseiller communal de la ville de Gand où il siégera jusqu’en 1871. Il devient immédiatement échevin des travaux publics et le reste jusqu’en 1866.
Alors qu’il exerce cet office, il met en route trois réalisations remarquables : 
- Il organise l’assainissement urbanistique de la ville
- Il fait construire une écluse à l’entrée de la ville qui rend superflue les innombrables écluses du centre de la cité.
- Il conçoit les boulevards périphériques autour du centre urbain historique.

Lors d’une élection intermédiaire, il est élu député mais deux mois plus tard, lors des élections législatives, il n’est pas réélu. En juin 1866 il est à nouveau élu député et il siège jusqu’en 1870. Ensuite il se retire progressivement de la vie politique et artistique gantoise. Pas tout à fait cependant car en 1872 il est à la base de l’opposition qui parvint à empêcher la démolition du Château des comtes de Flandre.
De Maere était un contributeur des Annales du Cercle archéologique du Pays de Waes et fut 1893 le président-fondateur de la Société d’Histoire et d’Archéologie de Gand.

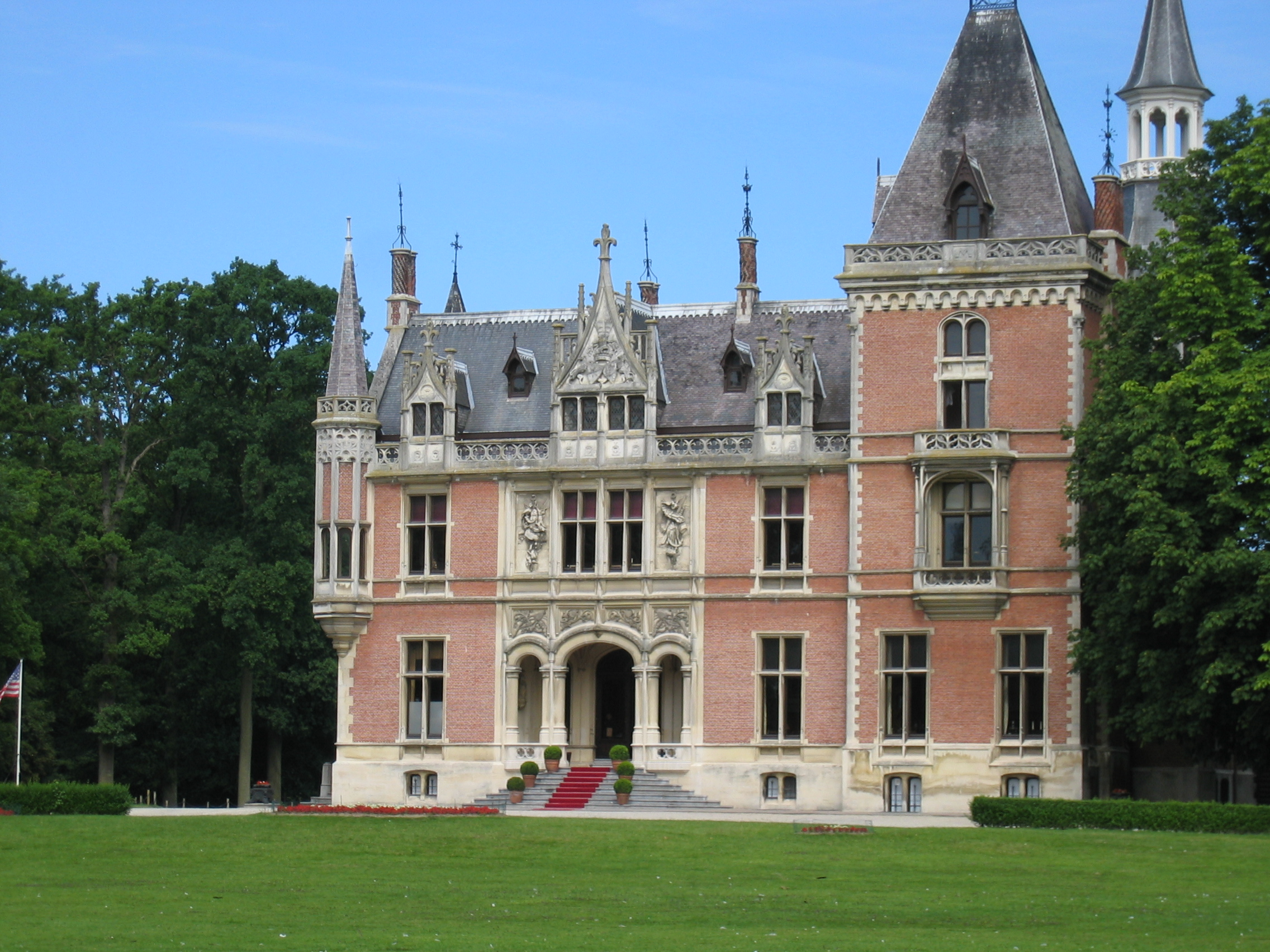
Le château d'Aertrycke vers 2008

De Maere, qui parlait fort bien le Néerlandais (ce qui n’était pas si commun à cette époque) était aussi actif dans le  domaine de la problématique flamande. Il a été président d’une section de l’Alliance pour le Néerlandais Courant (Algemeen Nederlandsch Verbond). Par son initiative, on vit paraître le Courrier Communal de Gand aussi en Néerlandais. Le 14 janvier 1869 il fit devant la Chambre des représentants une allocution peu commune dans laquelle il argumentait que la Question Flamande n’était pas tant une question linguistique mais plutôt une affaire de retard social. Il a été membre de l’Académie Royale Flamande  et administrateur en 1897. En 1884 il est président de l’association De Tael is gansch het Volk (la langue est tout le peuple. Il a aussi présidé quatre fois les congrès linguistiques des Pays-Bas. En 1893 il est cofondateur à Brugge de l’association Vlaamsch Onderwijs voor het Volk (Enseignement Flamand pour le Peuple).
En 1865 de Maere achète une vaste propriété à  Aartrijke et y construit en 1870 le château 
Aertrycke, un bâtiment néogothique selon les plans de l’architecte Joseph Schadde (1818-1894).

## Bruges Port de Mer
Dans la deuxième moitié du dix-neuvième siècle il y avait une tendance générale à agrandir les ports existants et à en bâtir de nouveaux. Les relations intercontinentales se développent et les bateaux deviennent de plus en plus grand. Les Pays-Bas investissaient beaucoup dans l'agrandissement des ports d'Amsterdam, IJmuiden, Flessingue et surtout de celui de Rotterdam. La France pour sa part agrandissait les ports de Dunkerque, Calais, Le Havre, Saint-Nazaire et à Boulogne-sur-Mer un nouveau port fut construit. La Belgique ne pouvait pas être en reste mais la lutte interne entre Anvers, Gand, Bruges et Ostende eut un effet négatif.
Auguste De Maere avait comme d'autres commencé à étudier la problématique portuaire et avait initialement soumis une proposition pour agrandir le port de Gand par la réalisation d'un canal maritime vers Terneuzen. Mais en 1895 il propose de raccorder plutôt le port à la côte en creusant uniquement sur le sol belge, un canal vers Heyst. À Gand sa proposition de même que sa deuxième étude publiée dix ans plus tard ne suscite que de l'indifférence. À Gand on ne voulait s'investir que sur la voie courte vers Terneuzen.

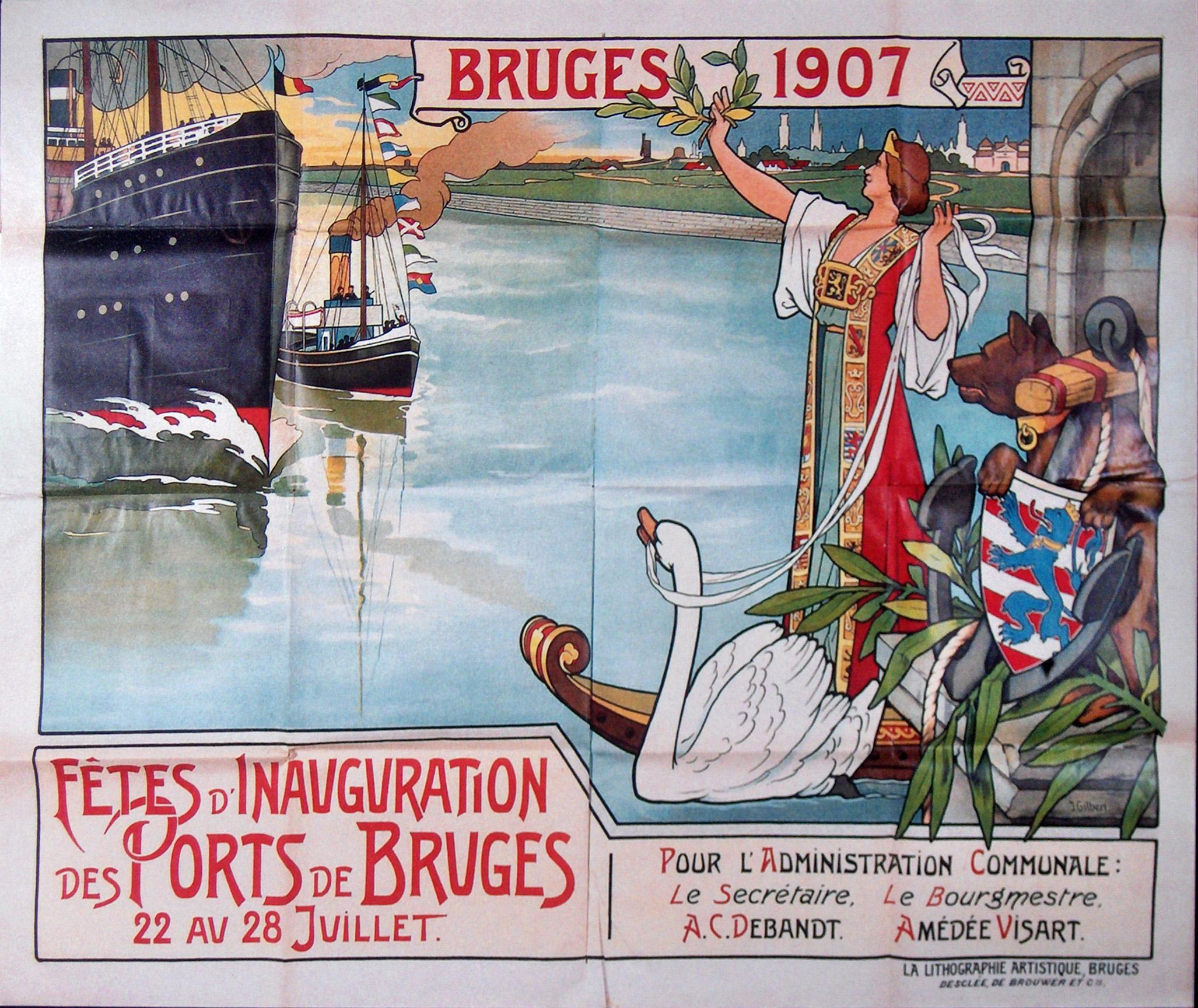
Affiche (1907) pour l'inauguration du port de Zeebruges

À Bruges, il y avait pas mal d'agitation au sujet du faible trafic maritime et diverses associations et personnes cherchaient des solutions. Le terrain était donc mûr lorsqu'en 1877 de Maere publia une nouvelle brochure qui documentait la liaison directe de Bruges à la mer. Immédiatement  un mouvement populaire se forma à Bruges pour soutenir la réalisation de Bruges port de mer. Auguste de Maere devint le porte drapeau de ce mouvement. Ces partisans dans le monde politique étaient le bourgmestre Amedée Visart de Bocarmé, l'échevin A. Ronse, le conseiller communal Joseph Herreboudt. Dans les associations commerciales il avait le soutien de Julius Sabbe et de Gustave Van Nieuwenhuyse. Toutes les forces s'unirent au-delà des limites politiques traditionnelles et le Cercle Bruges Port de Mer, présidé par de Maere mena le combat.
Ce combat a connu de nombreux hauts et bas et il y eut souvent du découragement. En 1895 la cause fut finalement gagnée et une loi fut votée qui ouvrit la voie à la construction du port. C'était un autre port que celui qu'Auguste de Maere avait proposé. Il fut cependant anobli pour la part qu'il a prise à la création d'un port en eau profonde sur la côte de Flandre. Il n'a cependant plus été impliqué dans la construction qui était principalement dans les mains des ingénieurs de l'État Belge et en particulier de Julien Nyssens, directeur de la Compagnie des Installations maritimes. Il a vertement critiqué les plans qui ne correspondaient pas avec sa vision. Auguste de Maere décéda avant l'inauguration finale du port par le roi Léopold II en 1907. Cependant, le matin de l'inauguration officielle, une délégation brugeoise sous la direction du bourgmestre Visart se déplaça à Aertrijcke pour rendre hommage à la tombe du père de Bruges Port de Mer.

## Publications
- A. de Maere - Limnander, De bad en asch inrigtingen van den nieuweren tijd, Gand, 1858.
- A. de Maere - Limnander, De l'établissement d'un barrage éclusé sur le canal de l'Escaut en aval de la ville de Gand, Gand, 1862.
- A. de Maere - Limnander, Des communications directes du Port de Gand à la Mer. Canal de Terneuzen, Canal de Heyst, Gand, 1865.
- A. de Maere - Limnander, Avant-projet d'un canal maritime à grande sanction de Gand à la mer, avec embranchement sur Bruges, Gand, C. Annoot-Braeckman, 1875
- A. de Maere - Limnander, D'une communication directe de Bruges à la mer, Bruges, Houdmont, 1877
- A. de Maere - Limnander, Annexe au projet d'une communication directe de Bruges à la mer, Bruges, 1879.
- A. de Maere - Limnander, Du prétendu ensablement du port de Heyst. Avis de quelques ingénieurs étrangers sur ce point. Annexe au projet d'une communication directe de Bruges à la mer, Brugge, Houdmont, 1879.
- A. de Maere - Limnander, Réponse au rapport du Lieutenant de Vaisseau Petit sur la reconnaissance hydrographique de la rade de Heyst faite en septembre 1879, Brugge, Houdmont, 1880.
- A. de Maere - Limnander, Réponse au rapport de la commission instituée le 10 octobre 1878 pour examiner mon avant-projet, Bruges, 1883.
- A. de Maere - Limnander, Geschiedkundige mengelingen. Oud Vlaamsche leenen gelegen binnen den Lande van Waas nrs.1599-1859 St. Nikolaas, J. Edom, 1878 (Annales du cercle archéologique du pays de Waas 7e tome 3e livr. février 1878" (79pp.)

### Œuvres musicales
(à compléter)